# برودة الموت
برودة الموت (اللاتيني: algor - البرودة؛ mortis - الموت)، هي المرحلة الثانية من الموت، وهو التغير في درجة حرارة الجسم بعد الوفاة، حتى تتم مطابقة درجة الحرارة المحيطة. يحدث عادةً انخفاض مستمر في درجة الحرارة على الرغم من أن درجة الحرارة المحيطة أعلى من درجة حرارة الجسم (كما هو الحال في الصحراء الساخنة)، هنا التغيير في درجة الحرارة سيكون إيجابياً، كما يتأقلم الجسم البارد (نسبياً) إلى بيئة أكثر دفئاً. والعوامل الخارجية يمكن أن يكون لها تأثير كبير.
استخدم لأول مرة هذا المصطلح من قبل داولر في عام 1849. وتم إجراء أول قياسات منشورة لفترات الحرارة بعد الموت من قبل الدكتور جون دافي في عام 1839.

## القابلية للتطبيق

مخطط XY لمعادلة Glaister بالقيم من 37 درجة مئوية إلى 20 درجة مئوية (درجة حرارة محيطة شائعة الاستخدام)

يمكن أن تعطي درجة حرارة المستقيم المقاسة بعض المؤشرات على وقت الوفاة. على الرغم من أن التوصيل الحراري الذي يؤدي إلى تبريد الجسم يتبع منحنى الاضمحلال الأسي، يمكن تقريبه كعملية خطية: 2 درجة مئوية خلال الساعة الأولى و 1 درجة مئوية في الساعة حتى يقترب الجسم من درجة الحرارة المحيطة.
وتقدر معادلة Glaister  الساعات المنقضية منذ الموت كدالة خطية لدرجة حرارة المستقيم:
{\displaystyle (36.9^{\circ }C-{\text{rectal temperature in Celsius}})\cdot {\frac {6}{5}}}
أو
{\displaystyle {\frac {98.4\,^{\circ }{\rm {F}}-{\text{rectal temperature in Fahrenheit}}}{1.5}}}
عند حدوث التحلل، تميل درجة حرارة الجسم الداخلية إلى الارتفاع مرة أخرى.

## التغيير أو التقلب
بشكل عام، يعتبر تغير درجة الحرارة وسيلة غير دقيقة لتحديد وقت الوفاة، حيث يتأثر معدل التغيير بالعديد من العوامل الرئيسية، بما في ذلك:
- استقرار أو تقلب درجة الحرارة المحيطة.
- سمك الملابس أو المواد المماثلة.
- الموصلية الحرارية للسطح الذي يكمن فيه الجسم.
- الأمراض أو الأدوية التي تزيد من درجة حرارة الجسم وبالتالي رفع درجة حرارة بدء الجثة في وقت الوفاة.
- وجود "هضبة درجة الحرارة"،[5] فترة زمنية متغيرة للغاية لا يبرد فيها الجسم.

## قراءات إضافية
- Saferstein، Richard (2004). Criminalistics An Introduction to Forensic Science (ط. 8th). Pearson Prentice Hall. ISBN:0-13-113706-9.
- Karen T. Taylor, "Forensic art and illustration", CRC Press, 2000, (ردمك 0-8493-8118-5), p. 308
- Robert G. Mayer, "Embalming: history, theory, and practice", McGraw-Hill Professional, 2005, (ردمك 0-07-143950-1), p. 106
- Calixto Machado, "Brain death: a reappraisal", Springer, 2007, (ردمك 0-387-38975-X), pp. 73–74

## وصلات خارجية
- Standards Employed to Determine Time of Death
- Estimation of the time since death (by rectal temperature, C. Henssge, 2004).